# Damarchus assamensis
Damarchus assamensis là một loài nhện trong họ Nemesiidae.
Damarchus assamensis được miêu tả năm 1909 bởi Hirst.